# José Duarte Sequeira e Serpa
José Duarte Sequeira e Serpa (ur. 25 września 1948 w Ourique, zm. 27 grudnia 2013) – portugalski dyplomata, od 2006 ambasador Republiki Portugalskiej w Polsce. 

## Życiorys
W latach 1994–1999 sprawował funkcję konsula Portugalii w Paryżu, następnie był ambasadorem w Montevideo (1999–2002). Od 2006 pełni misję jako ambasador nadzwyczajny i pełnomocny w Polsce. 
17 grudnia 2008 został odznaczony przez prezydenta Lecha Kaczyńskiego Krzyżem Wielkim Orderu Zasługi Rzeczypospolitej Polskiej.